# Sępia Góra (Góry Krucze)
Sępia Góra (740 m n.p.m.) – wzniesienie w południowo-zachodniej Polsce, w Sudetach Środkowych, w Górach Kamiennych, w środkowej części pasma Gór Kruczych.
Wzniesienie położone jest w środkowo-zachodniej części Gór Kruczych, około 2,5 km na południe od centrum miejscowości Lubawka po zachodniej stronie od Doliny Miłości, na zakończeniu grzbietu biegnącego od Szerokiej, przez Polską Górę i kończącego się właśnie Sępią Górą.
Kopulasty szczyt o stromych zboczach. Na południowo-wschodnim zboczu grupa skał porfirowych o charakterystycznym czerwonym zabarwieniu.
Zbudowany z permskich porfirów (trachitów), częściowo ze skał osadowych - piaskowców i zlepieńców, należących do utworów zachodniego skrzydła niecki śródsudeckiej.
Zbocza góry wraz ze szczytem porasta las świerkowy regla dolnego, z domieszką drzew liściastych.